# Harry Delbert Thiers
Harry Delbert Thiers ( * 22 de enero de 1919, Fort McKavett, Texas - 8 de agosto de 2000 Ohio), fue un micólogo estadounidense. 

Fue un estudioso  taxónomo que nombró un gran número de hongos nativos de EE. UU., particularmente California. 

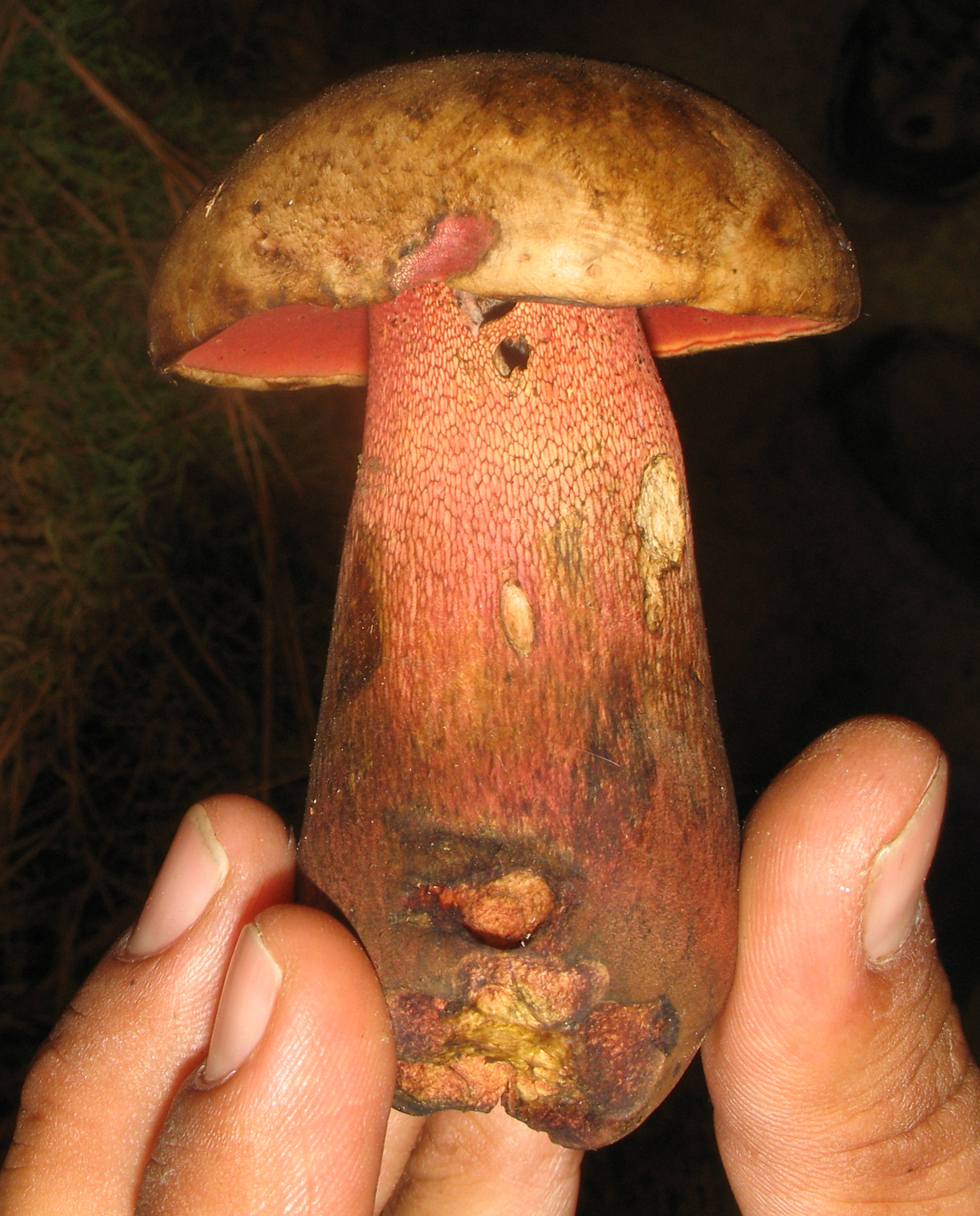
El hongo Boletus pulcherrimus descrito por Harry D. Thiers y Roy Watling en 1976

Enseñó Micología en la San Francisco State University . Realizó revisiones y expansiones en las colecciones de Boletus de Norteamérica.
Algunas de sus especies autorizadas:
- Russula xanthoporphyrea
- Boletus pulcherrimus

## Honores
La sp. Cladonia thiersii S.Hammer, 1989  de California, se nombró en su honor.
- La abreviatura «Thiers» se emplea para indicar a Harry Delbert Thiers como autoridad en la descripción y clasificación científica de los vegetales.[2]